# Francisco Martínez de la Rosa

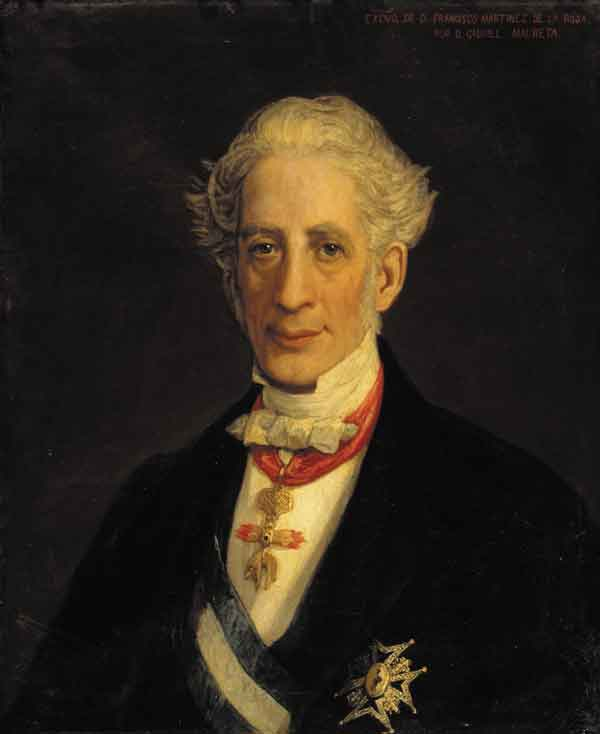
Francisco Martínez de la Rosa

Francisco de Paula Martínez de la Rosa Berdejo Gómez y Arroyo (* 10. März 1787 in Granada; † 7. Februar 1862 in Madrid) war ein spanischer Dichter, Dramenautor, Politiker, Diplomat und Ministerpräsident Spaniens (Presidente del Consejo de Ministros). Nach Inkrafttreten des Königlichen Statuts von 1834 wurde er der erste Regierungschef, der diesen Titel trug.

## Leben
Francisco Martínez de la Rosa stammte aus einer begüterten Familie und nahm Unterricht an der Schule von José Garcipérez de Vargas; dort erwies er sich als so begabt, dass er bereits mit 12 Jahren zum Studium an der Universität seiner Geburtsstadt zugelassen wurde, wo er 1804 sein Studium des Zivilrechts mit der Promotion abschloss. Seit frühester Kindheit schrieb er auch Gedichte.
Mit erst 18 Jahren wurde er in seiner Heimatstadt Granada zum Universitätsprofessor für Moralphilosophie ernannt. Er war Mitglied der Cortes von Cádiz die im Jahr 1812 die liberale Verfassung von Cádiz verabschiedeten. Nach der Rückkehr König Ferdinands VII. und der Wiedereinführung seiner absolutistischen Herrschaft wurde Francisco Martínez de la Rosa zu acht Jahren Gefängnis in der Verbannung auf La Gomera verurteilt. 1820, im so genannten „Trienio Liberal“, konnte er nach Madrid zurückkehren und übernahm als Gemäßigter eine führende Position innerhalb der liberalen Kräfte. Er wurde im Februar 1822 zum Ersten Staatssekretär ernannt und war somit Regierungschef des Landes. Aufgrund seiner politischen Haltung als Mittler zwischen Liberalen und Konservativen war er auf beiden Seiten unbeliebt. Nach einem Palastaufstand im Juli des Jahres dankte er mit Wirkung zum August 1822 ab. 1823 musste er neuerlich fliehen, diesmal nach Frankreich, und lebte wieder sieben Jahre im Exil. Nach dem Tod von Ferdinand VII. und der Erlassung der Amnestie wurde Martínez de la Rosa 1834–35 Ministerpräsident Spaniens, übte zwischendurch auch das Amt eines Kriegsministers aus und wurde 1839 Vorsitzender der Real Academia Española.
Am 30. Juni 1834 wurde er zum Abgeordneten des Parlaments gewählt, wo er bis zu seinem Tode abwechselnd Wahlkreise von Granada, Oviedo, Segovia, Cádiz, Cuenca und Madrid vertrat und zeitweise auch Parlamentspräsident war.
Nachdem Baldomero Espartero 1840 Ministerpräsident und 1841 Regent geworden war, verbrachte Martínez de la Rosa die Jahre von 1840 bis 1843 wiederum in Paris, in der Regierung Narváez fungierte er von 1844 bis 1846 als Außenminister. Er war auch mitbeteiligt an der Ausarbeitung der liberalen Verfassung von 1845. 1848/49 war er Botschafter in Paris und Rom, 1857–1858 abermals Außenminister. Von seinen Kritikern wurde er wegen seiner sehr gemäßigten politischen Einstellung spöttisch „Rosita la pastelera“ (Rosita die Zuckerbäckerin) genannt.
Francisco Martínez de la Rosa starb 1862 in Madrid.

## Werk
Martínez de la Rosa war auch in literarischen Dingen gemäßigt; er pflegte das, was er selbst „el justo medio“ (die goldene Mitte) nannte. Er ist ein Autor des Übergangs vom Spätklassizismus zur Romantik (spanisch: „prerromántico“) und geht eklektisch vor, indem er aus allem das auswählt, was ihm zusagt. Auch was Umgang mit den drei Einheiten betrifft tendiert er zur Synthese. Martínez de la Rosa selbst war sich seiner Vorreiterrolle bewusst und der Tatsache, dass er mit seinen großteils historischen Stücken unbekanntes Terrain betrat.

### Drama
- La viuda de Padilla (1812 im belagerten Cádiz uraufgeführt)
- Lo que puede un empleo (1812 Cádiz) satirische Komödie
- Morayama (1815)
- La niña en casa y la madre en la máscara (1815 geschrieben, 1821 Uraufführung)
- Los celos infundados o el marido en la chimenea (1824 geschrieben, 1833 Uraufführung)
- Edipo (1828 geschrieben, 1832 Uraufführung)
- Aben Humeya (französische Uraufführung 1830, spanisch 1836)
- La conjuración de Venecia. Año de 1310 (veröffentlicht 1830, 1834 Uraufführung): historisches Drama in 5 Akten in Prosa
- La boda y el duelo 1839

### Historischer Roman
- Hernán Pérez del Pulgar, el de las hazañas. Madrid, 1834.
- Isabel de Solís. (1837)

### Lyrik
- Poesías. Madrid, 1833

### Essay
- Espíritu del siglo. (1835, 1836, 1838)
- Bosquejo histórico de la política de España en tiempos de la dinastía austriaca. Madrid 1856
- La moralidad como norma de las acciones humanas. Madrid, 1856